# 东德过境交通

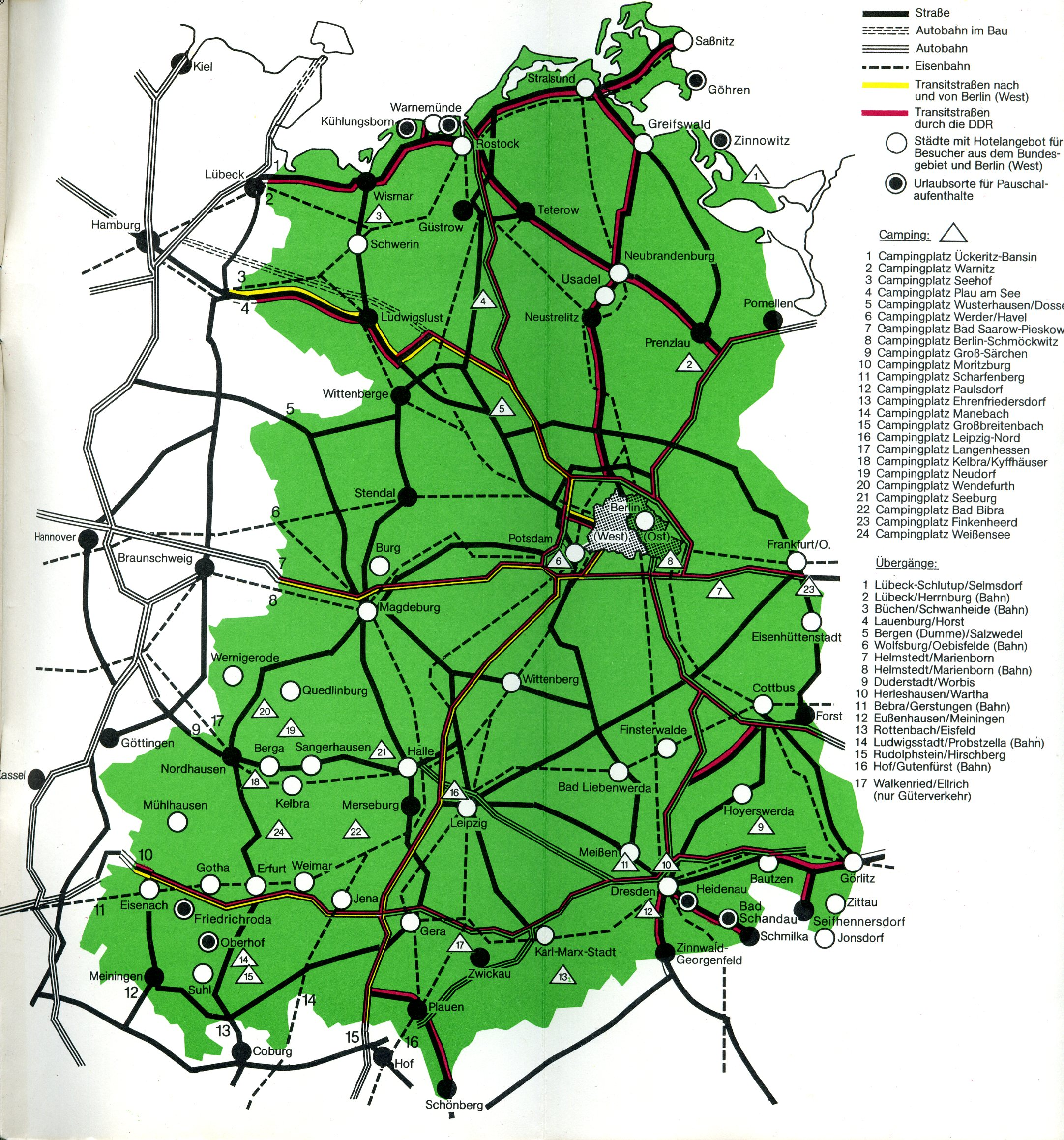
前往西柏林的东德过境交通路线

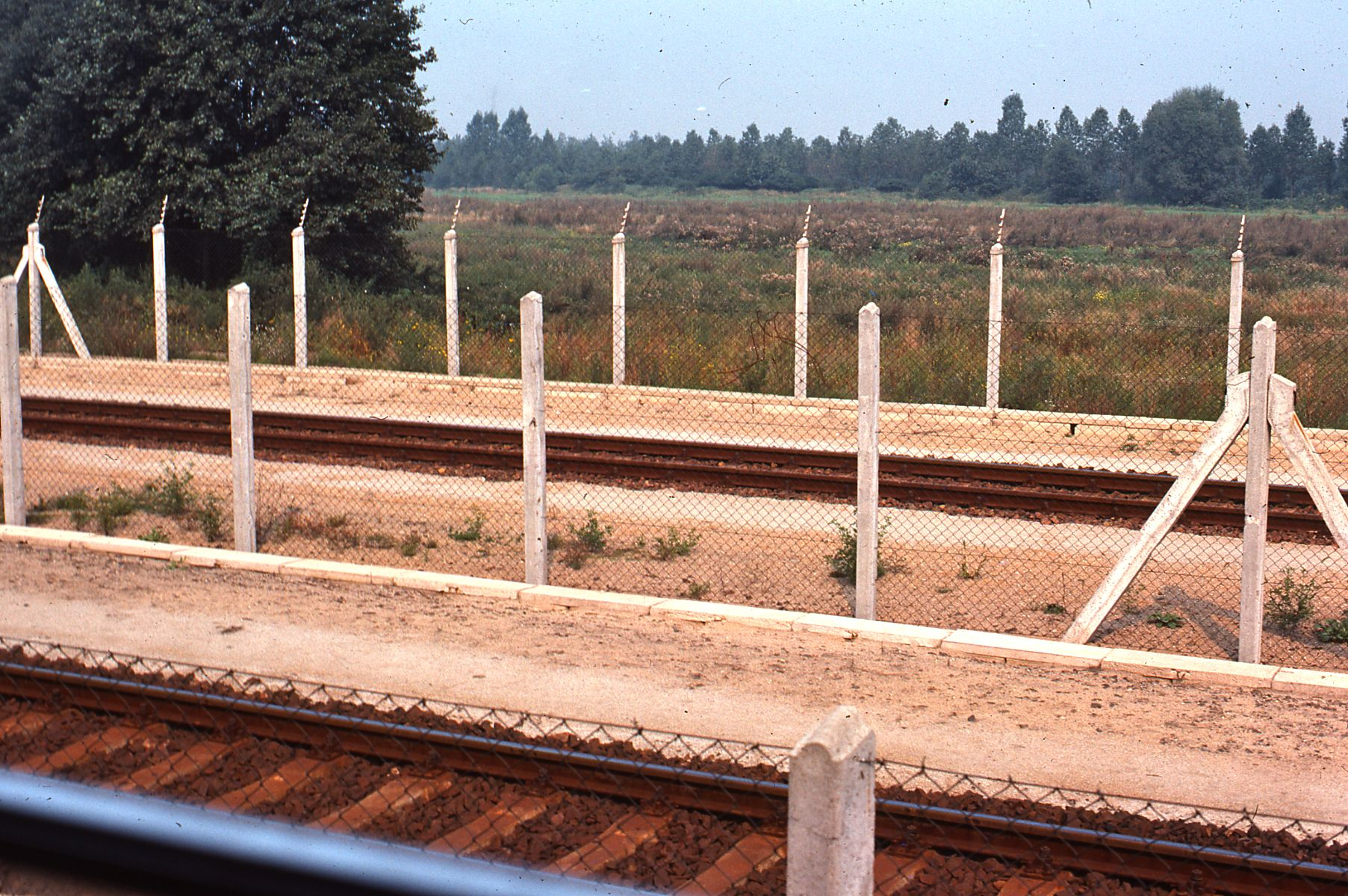
东德境内的过境交通铁路，摄于1977年

东德过境交通（德語：Transitverkehr durch die DDR）指两德分裂期间西德居民穿过德国国内边界借道东德领土前往西柏林和东欧国家的交通运输，其中以西德前往西柏林的交通流量为主。
根据东德政府和西德签订的过境交通协定，西德交通工具仅被允许自几个固定的路线前往西柏林，通过东德中转前往北欧、波兰和捷克斯洛伐克亦有类似的规定。民用航空也使用几条固定的空中走廊。

## 背景
依照1945年波茨坦会议的规定：
14条：德国分区占领期间应被视为一个单一经济体，为此应在以下领域确立共同的政策：

……

七）交通运输和通信系统

并在实施时适当考虑当地条件。

盟国管制理事会因故建立了通过德国苏占区前往西柏林的过境路线。1952年5月5日，苏联管制委员会下令对过境交通予以控制。1971年9月3日在柏林签订了四国协定，苏联方面保证保障西德和西柏林之间的公路、铁路和水路运输畅通。1971年12月17日，西德国务秘书埃贡·巴尔与东德外交官米歇爾·科爾在波恩签署了过境协定，该协定亦是第一个政府层面的两德协议。